# Сірчані руди
Сірчані руди — осадкові галогенові і молоді вулканічні гірські породи, що містять не менше 5–10 % самородної сірки.
Близько 50 % світового видобутку становить сірка самородна, решту видобувають з відходів після переробки сульфідних руд, промислових і природних газів, ґіпсу, ангідриту. Видобуток сірчаних руд здійснюється головним чином підземною виплавкою через свердловини. 
Світові ресурси елементарної сірки в евапоритових і вулканічних відкладеннях, а також сірки, пов'язаної з
природного газу, нафти, бітумінозних пісків і сульфідів металів — близько 5 млрд. тонн. Сірка в гіпсі і ангідриті є
майже безмежна, а 600 мільярдів тонн сірки міститься у вугіллі, горючих сланцях і сланцях, багатих органічними речовинами. Виробництво з цих джерел вимагатиме розробки недорогих методів видобутку.

## Класифікація
За мінералогічним складом сірчані руди розділяють на п'ять основних типів:
- — піщанисті — пісковики, зцементовані сіркою, що проникла у тріщини;
- — мергелисті — мергелі з тонкозернистими вкрапленнями сірки у порожнинах і тріщинах, іноді присутні кристали гіпсу і кальциту;
- — вапнякові — осірчені вапняки з меншою кількістю гіпсу і кварцу;
- — гіпсові — тонкозерниста сірка просочує гіпсову породу; присутні також мергель і кальцит;
- — кальцитові — складаються з глини, мергелю, сірки, кристалічного кальциту і вапняку; у значній кількості присутні бітуми.

За структурними особливостями сірка у рудах підрозділяється на крупно-, тонко- і прихованокристалічну.
Крупнокристалічна сірка — чітко обмежені прозорі кристали розміром від 0,1 до 15 мм.
Прихованокристалічна сірка аморфна на вигляд і знаходиться у вигляді дрібніших зерен і прожилків, що не мають чітких граней.
Тонкокристалічна сірка представлена зернами дрібніше сотих часток міліметра.
Ці різновиди сірки утворюють різні текстури: смугасту, вкраплену, прожилково-вкраплену, брекчієподібну і ін. Від структури самородної сірки і текстурних форм залежать такі важливі характеристики процесу збагачення як схема і крупність подрібнення, можливість використання самоподрібнення тощо.
Залежно від вмісту сірки руди поділяють на такі групи:
1. Бідні руди, із вмістом сірки 5–10 %. Вони характерні для родовищ типу мінеральних джерел і неповного окиснення сульфідів. Промислового значення не мають.
2. Середні руди, із вмістом сірки 10–25 %. Це найпоширеніший тип промислових руд осадового походження. Перед безпосередньою переробкою ці руди збагачують.
3. Багаті руди, із вмістом сірки 25–50 %. Ці руди після сортування використовуються безпосередньо при виплавці.
Крім того, зустрічаються іноді сірчані руди із вмістом сірки понад 75 %, які застосовуються у вигляді готового продукту в різних галузях господарства. Тепер на родовищах з багатими рудами сірку видобувають методом підземної виплавки, для чого в сірконосну товщу закачують перегріту воду.

## Фізичні характеристики
Вміст самородної сірки у промислових сірчаних рудах нормується не менше 5–8 % .
За структурними особливостями сірка у рудах підрозділяється на крупно-, тонко- і прихованокристалічну. Крупнокристалічна сірка — чітко обмежені прозорі кристали розміром від 0,1 до 15 мм. Прихованокристалічна сірка аморфна на вигляд і знаходиться у вигляді дрібніших зерен і прожилків, що не мають чітких граней. Тонкокристалічна сірка представлена зернами дрібніше сотих часток міліметра. Ці різновиди сірки утворюють різні текстури: смугасту, вкраплену, прожилкововкраплену, брекчієподібну і ін. Від структури самородної сірки і текстурних форм залежать такі важливі характеристики процесу збагачення як схема і крупність подрібнення, можливість використання самоподрібнення тощо.

## Розповсюдження
Найбільші родовища сірчаних руд, розробка яких визначає масштаби світового видобутку, концентруються переважно в: Україні, РФ, США, Італії, Японії і Польщі, а також в країнах Середньої Азії. Дуже великими вважаються родовища природної сірки з розвіданими запасами понад 50 млн т, великими — 10–50 млн т, середніми — 1–10 млн т. і малими — родовища із запасами менше 1 млн т.
Понад 60 % світового видобутку становить сірка, яку добувають із колчеданних руд, ґіпсу, ангідриту, природних газів і газів коксохімічної та металургійної промисловості, нафтопереробних заводів. До великих родовищ колчеданних руд відносять родовища з розвіданими запасами понад 5 млн т, до середніх — 0,7–5 млн т і малих — родовища із запасами менше 0,7 млн т.
Передкарпатський басейн самородної сірки у вигляді вузької смуги простежується на території Львівської та Івано-Франківської областей Україні (Немирів, Язів Роздол) і Польщі (Тарнобжег). Усі родовища сірки цієї смуги, яка має довжину 500 км, розміщуються вздовж південно-західного краю Руської платформи в південній частині герцинських і каледонських складчастих споруд і ніби оторочують Передкарпатський басейн самородної сірки. Найбільшими родовищами цього басейну є Роздольське і Язівське.
Родовища сірки також відомі на Керченському півострові, а її вияви — в багатьох інших районах нашої країни: на південно-східному продовженні Передкарпатського басейну самородної сірки, в Передкарпатському прогині, північно-східному схилі Львівської западини, Дніпровсько-Донецькій западині, північно-західному схилі Донбасу — в районах, у розрізі яких є сульфатні породи з вмістом вуглеводнів (нафти, газу).
В Україні самородна сірка видобувається у родовищах Передкарпаття — Роздольському і Яворівському.